# 栗保明
栗保明，中华人民共和国教育部长江学者特聘教授，南京理工大学教授，中国兵器科学研究院首席科学家，中国兵工学会定向能专业委员会常务副主任。主要从事电热电磁发射技术、弹道学等方面的研究工作。